# Luzius Wildhaber
Luzius Wildhaber (Basilea, 18 gennaio 1937 – Basilea, 21 luglio 2020) è stato un magistrato svizzero, presidente della Corte europea dei diritti dell'uomo dal 1998 al 2007.

## Biografia
Dopo aver studiato giurisprudenza a Basilea, Parigi, Heidelberg, Londra e Yale, Wildhaber fu professore di diritto presso l'Università di Friburgo e Basilea, nella quale divenne rettore.
In seguito fu legale al Dipartimento federale degli affari esteri di Berna. Partecipò alla revisione totale della Costituzione federale, di cui fu uno dei principali artefici.
Fu giudice in Liechtenstein, e, dal 1991,  alla Corte europea dei diritti dell'uomo di Strasburgo, di cui fu presidente dal 1998. Fu anche il primo presidente della Corte EDU nel suo nuovo formato dopo l'approvazione del Protocollo 11. Ricoprì il ruolo di presidente fino al 2007, anno in cui fu sostituito dal francese Jean-Paul Costa.
Il 31 gennaio 2007, durante un viaggio, dichiarò di aver subìto un tentativo di avvelenamento sul suolo russo.